# Cyrtonus angusticollis
Cyrtonus angusticollis é uma espécie de artrópode pertencente à família Chrysomelidae.